# Little Cumbrae
Little Cumbrae, conosciuta localmente anche come Wee Cumbrae, è un'isola disabitata scozzese appartenente all'arcipelago del Firth of Clyde, nel Mare delle Ebridi.

## Il nome
Il nome gaelico Cumaradh significa "luogo del popolo cimrico", riferendosi agli abitanti di lingua britannica del Regno di Strathclyde. In alternativa, il nome Cumbrae potrebbe derivare da Kil Maura che significa "cella o chiesa di una santa".
Little Cumbrae fu registrata come Kumbrey intorno al 1300, Cumbraye intorno al 1330 e Litill Comeray nel 1515 ed era precedentemente nota anche come Little o Wee Cumray.
Le isole Cumbraes, di cui Little Cumbrae fa parte, sono chiamate Kumreyiar nella saga norrena di Haakon Haakonarson.

## Geografia

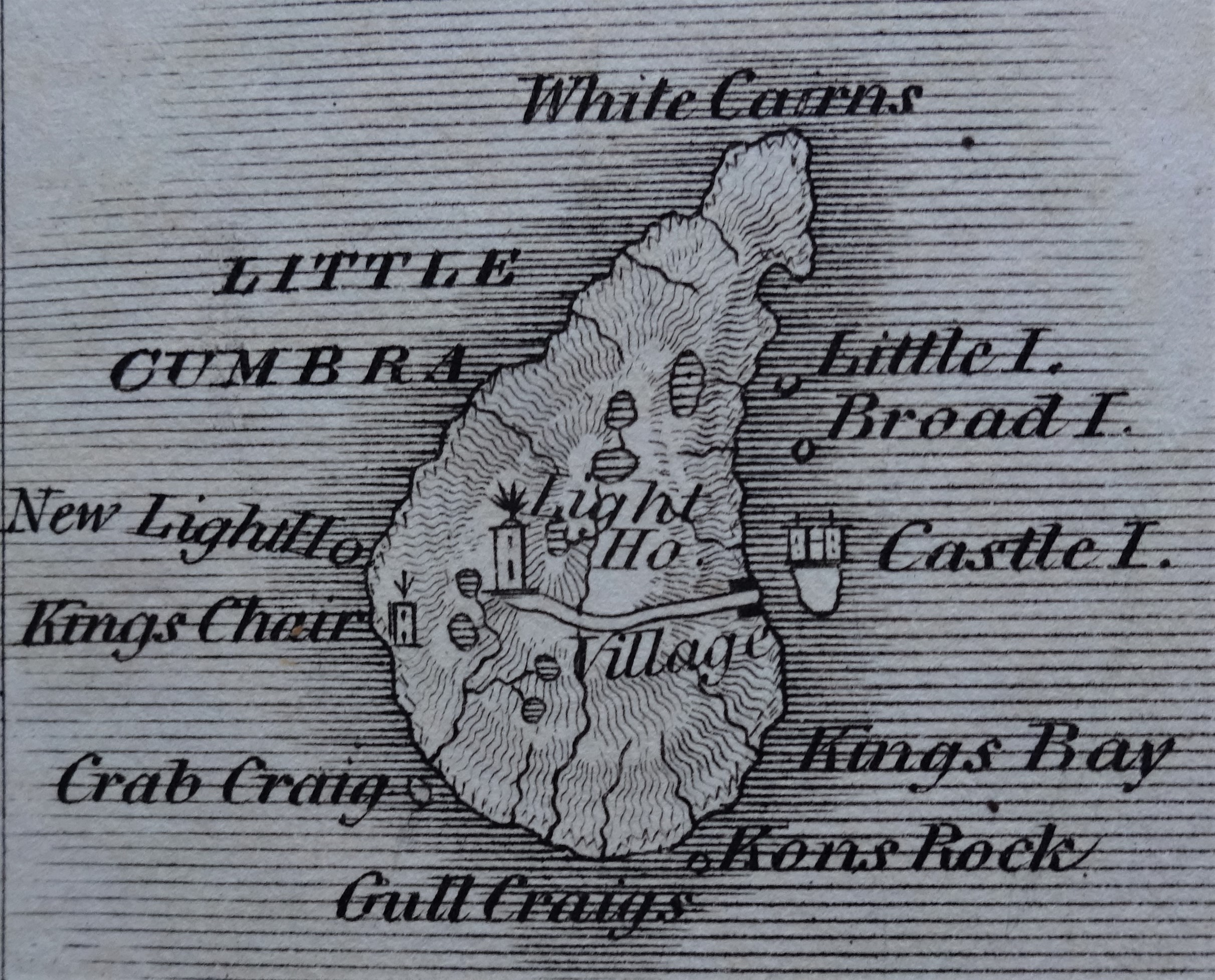
Disegno dell'isola del 1828.

L'isola ha una lunghezza di 2,9 km e una larghezza di 1,5 km, con una superficie totale che supera di poco i 3 km².
Little Cumbrae si trova a pochi chilometri dalla città continentale di Largs e appena un chilometro a sud dall'isola di Great Cumbrae. Queste due isole sono denominate collettivamente The Cumbraes, ma presentano caratteristiche molto diverse: Great Cumbrae è verde e fertile, mentre Little Cumbrae è un'isola aspra e rocciosa, con numerose scogliere e affioramenti rocciosi che la fanno somigliare maggiormente a un'isola delle Ebridi che alle isole vicine nel Clyde.

## Popolazione
Dal 2003 l'isola è di proprietà privata e non ha residenti. In passato la popolazione registrata è passata dagli 8 abitanti del 1961 ai 14 del 1971, fino agli 0 abitanti del 2001.

## Storia
Little Cumbrae era uno dei luoghi remoti in cui si stabilirono i primi monaci irlandesi. Si dice che Walter Stewart abbia costruito un castello o un casino di caccia a Little Cumbrae e che suo figlio, Roberto II, trascorse lì del tempo a caccia di cervi.
All'inizio del XX° secolo, sotto la proprietà di Evelyn Stuart Parker, fu costruita una nuova casa padronale partendo dalla fattoria originale a un piano. I lavori iniziarono nel 1913, con successivi rimaneggiamenti apportati tra il 1926 e il 1929 quando alla casa, chiamata Little Cumbrae House, furono aggiunti la torre quadrata e l'ultimo piano.

## Il faro
Il primo faro di Little Cumbrae fu costruito nel 1757 nel punto più alto dell'isola, sulla cima della collina poi ribattezzata Lighthouse Hill ("collina del faro"). Si trattava del secondo faro più antico di Scozia e consisteva di una torre circolare di pietra su cui veniva acceso un fuoco di carbone all'aperto.
Il tradizionale faro di Little Cumbrae fu progettato e costruito nel 1793. Il faro si trova su un'ampia spiaggia rialzata sulla sponda occidentale dell'isola, affacciata sul Firth. In origine aveva una sirena da nebbia, uno scalo di alaggio, un molo e una darsena. Le lampade a olio originali furono sostituite dalle lampade Argand nel 1826. Nel 1865 fu installata la sirena da nebbia, la prima in Gran Bretagna. La torre fu restaurata nel 1956 e nel 1974 fu installata una luce ad energia solare.